# Coenochilus assmuthi
Coenochilus assmuthi är en skalbaggsart som beskrevs av Erich Wasmann 1918. Coenochilus assmuthi ingår i släktet Coenochilus och familjen Cetoniidae. Inga underarter finns listade i Catalogue of Life.